# Marie Ståhlberg
Marie Ståhlberg, född 24 maj 1989, är en fotbollsspelare från Sverige (anfallare) som spelar i KIF Örebro DFF sedan säsongen 2007.